# Baloň
Baloň (ungarisch Balony – bis 1907 Ballony) ist eine Gemeinde im Südwesten der Slowakei mit 722 Einwohnern (Stand 31. Dezember 2024). Sie gehört zum Okres Dunajská Streda, einem Teil des Trnavský kraj.

## Geographie

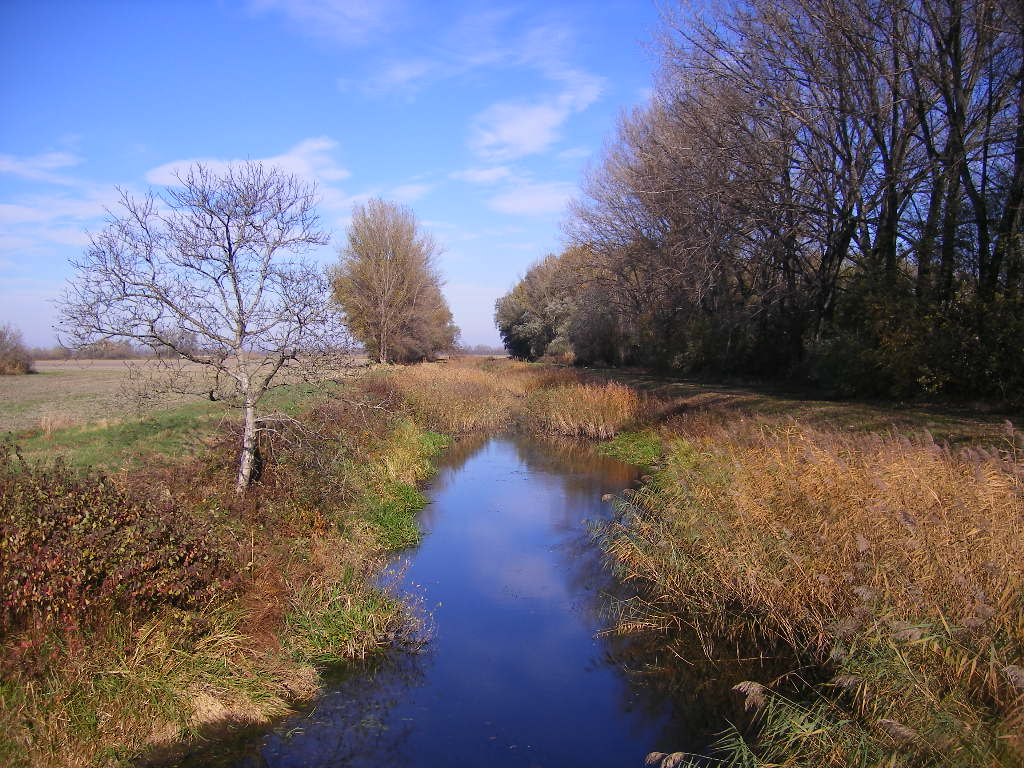
Ein Kanal zwischen Baloň und Čiližská Radvaň

Die Gemeinde befindet sich im Südteil der Großen Schüttinsel, einem Teil des slowakischen Donautieflands, in der Csilizköz (ungarisch) oder Medzičiližie (slowakisch) genannten Landschaft. Baloň wird durch mehrere Kanäle und kleine Bäche umschlossen und liegt vier Kilometer von der Donau und somit auch der Staatsgrenze zu Ungarn entfernt. Das Ortszentrum liegt auf einer Höhe von 111 m n.m. und ist neun Kilometer von Veľký Meder sowie 23 Kilometer von Dunajská Streda entfernt.
Nachbargemeinden sind Pataš im Norden, Čiližská Radvaň im Osten, Medveďov im Süden, Ňárad im Westen und Gabčíkovo im Nordwesten.

## Geschichte

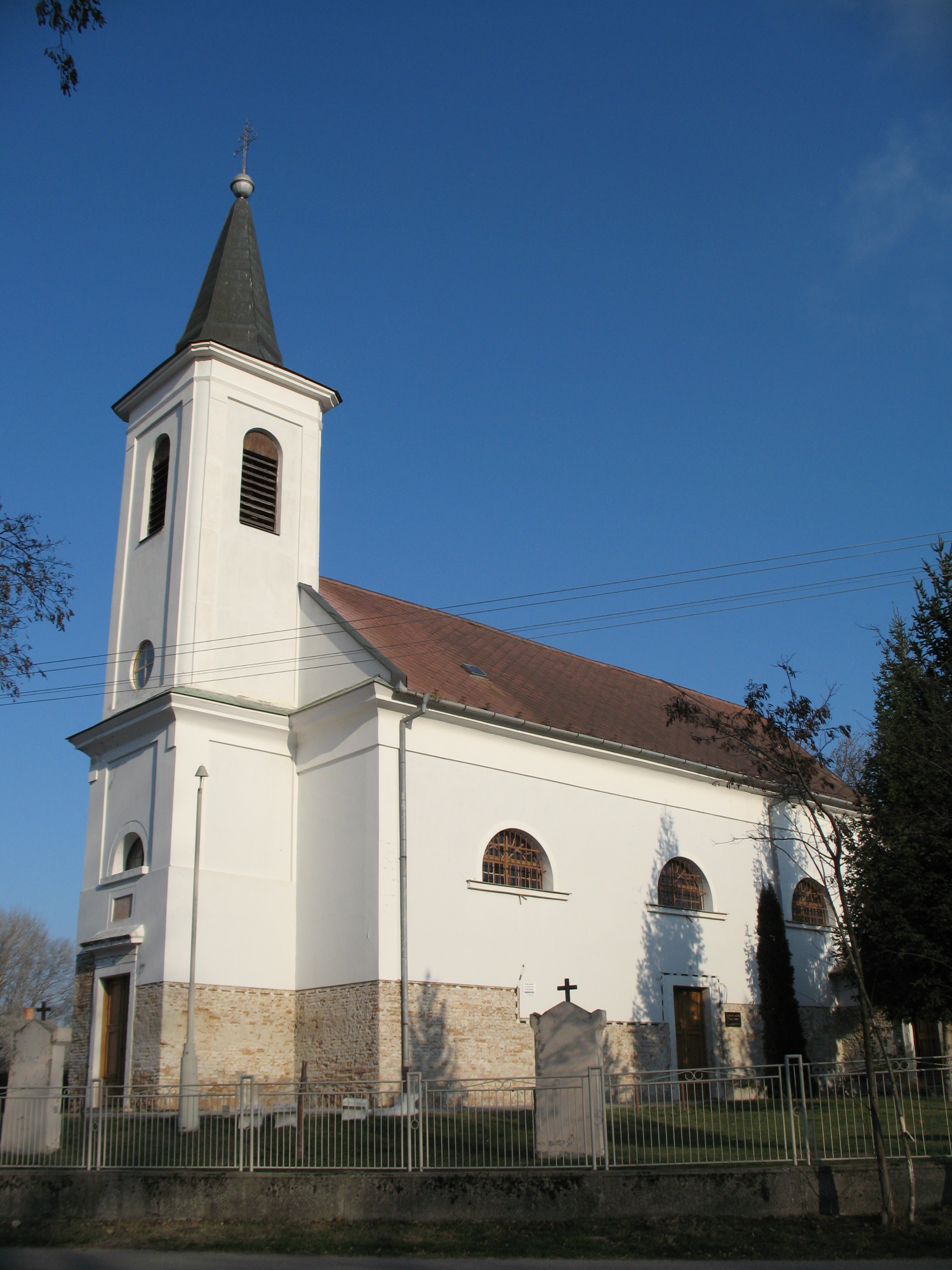
Kirche im Ort

Der Ort wurde zum ersten Mal 1252 als Bolon schriftlich erwähnt und gehörte damals zum Herrschaftsgut des Bistums Raab. Bis zum 17. Jahrhundert lag das Dorf an der Grenze zwischen den Gespanschaften Raab und Pressburg, seither war es Teil der Gespanschaft Raab. Das Gemeindegebiet war bis zum 18. Jahrhundert sumpfig und die Einwohner lebten überwiegend von Fischfang, zudem hatte Glockengießerei eine lange Tradition. 1828 zählte man 70 Häuser und 482 Einwohner.
Bis 1919 gehörte der im Komitat Raab liegende Ort zum Königreich Ungarn und kam danach zur Tschechoslowakei beziehungsweise heute Slowakei. 1938–45 lag er aufgrund des Ersten Wiener Schiedsspruchs noch einmal in Ungarn.

## Bevölkerung
| Jahr                | 1994 | 2004    | 2014    | 2024    |
| ------------------- | ---- | ------- | ------- | ------- |
| Anzahl der Personen | 736  | 777     | 745     | 722     |
| Unterschied         |      | +5,57 % | −4,11 % | −3,08 % |

| Jahr                | 2023 | 2024    |
| ------------------- | ---- | ------- |
| Anzahl der Personen | 737  | 722     |
| Unterschied         |      | −2,03 % |

Nach der Volkszählung 2011 wohnten in Baloň 756 Einwohner, davon 690 Magyaren, 44 Slowaken, drei Tschechen und ein Ukrainer. 18 Einwohner machten keine Angabe. 633 Einwohner zählten zur römisch-katholischen Kirche, 56 Einwohner zur reformierten Kirche, drei Einwohner zu den Zeugen Jehovas sowie jeweils ein Einwohner zur evangelischen Kirche A. B., zur griechisch-katholischen Kirche und zur orthodoxen Kirche. 39 Einwohner waren konfessionslos und bei 24 Einwohnern wurde die Konfession nicht ermittelt.

## Bauwerke
- Kirche im klassizistischen Stil aus dem Jahr 1835